# 波理須理化学校

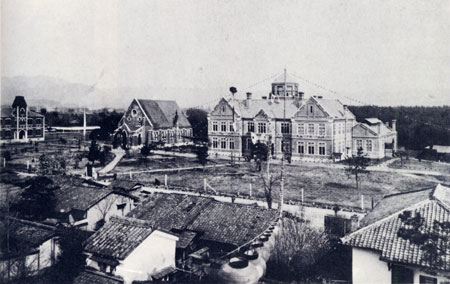
1890年7月の同志社今出川校地（右から波理須理化学館、礼拝堂、彰栄館）

波理須理化学校（ハリスりかがっこう）は、1890年（明治23年）9月、同志社によって設立された科学教育機関である。
経営不振によりきわめて短期のうちに廃止されたが、今日の同志社大学大学院理工学研究科・理工学部および同志社大学ハリス理化学研究所の淵源と目されている。

## 概要
米国アーモスト大学で「理学士」の学位を取得し帰国した新島襄は、同志社英学校に続き「サイエンス」の学校を創ることを企図し、同志社第一回卒業生のひとりで米国留学中の下村孝太郎にその協力を依頼していたところ、ニューロンドンの資産家ジョナサン・H・ハリスから10万ドルの寄付の申し入れが行われた。学校名はハリスの名を記念して「波理須理化学校」と命名され、帰国した下村が教頭に就任した。A・N・ハンセル設計の波理須理化学館は1889年（明治22年）11月に定礎したが、新島襄はその完成を見ることなく翌年1月に急逝した。新島の柩は理化学館用材によって運ばれ、その由緒ある用材は理化学館階段の手すりとして現存している。
1890年（明治23年）9月に授業を開始した波理須理化学校は日本初の私学の科学高等教育機関として注目を集め、理化学館の一般公開や毎月1回の通俗講演会、小学生向けの平易な講演会を開催したり、工業材料、製品、食品、飲料水から法医学的検査をも行う試験所としての検査部を設けたりもしている。
1891年（明治24年）4月7日、波理須理化学校（上京区相国寺門前町）が開校式を行う。校長に小崎弘道が就任し、生徒は24人であった。式には松山高吉、スタンフェルド婦人、ダニエル・クロスビー・グリーン、ドウェイト・ウィットニー・ラーネッド、ジェローム・デイヴィス、ワイコフ、マークウィス・ゴードンほか来賓が多数出席した。翌4月8日は、校舎内を市民に公開した。
1892年（明治25年）6月の学則改正で波理須理化学校は波理須理科学校と改称し、応用専門部（第一科・薬学科、第二科・陶器科）、理科普通部、理科大学部（第一科・化学兼生理科、第二科・化学兼物理科、第三科・化学兼陶器科）を置いた。
しかし、波理須理科学校は入学者の減少や後援者ハリスの死没、下村孝太郎の大阪舎密工業への転出などが重なって経営難に陥り、まず1896年（明治29年）に薬学科が廃止され、翌年には理科学校の学課程度を引き下げて同志社高等学部の一部とされた。さらに1904年（明治37年）4月、専門学校令に準拠し設立された3年制の「同志社専門学校」に吸収合併され、波理須理科学校の名称はここに消滅した。
同志社での科学教育の再開は太平洋戦争中の1944年（昭和19年）4月の同志社工業専門学校の開校を待たねばならなかった。

## おもな卒業生
- 加藤与五郎 - 理学博士
- 鈴木達治 - 横浜高等工業学校初代校長
- 三宅驥一 - 植物学者、東京帝国大学教授
- 中瀬古六郎 - 化学者、同志社女学校校長